# TSV Kronshagen
Der TSV Kronshagen von 1924 e. V. ist ein Sportverein aus Kronshagen im Kreis Rendsburg-Eckernförde. Vor den Toren der Landeshauptstadt Kiel ist er im Präventions-, Gesundheits-, Breiten- und Leistungssport aktiv. Neben zwei Dreifeldsporthallen, mehreren Kleinfeldhallen, einem Kunst- und zwei Rasenplätzen, einer Tartanbahn, Tennisplätzen und einem Lehrschwimmbecken, nutzt der TSV Kronshagen auch Hallen im Kieler Stadtgebiet. Neben zwei hauptamtlichen Sportlehrkräften engagieren sich ca. 160 Übungsleiter und Trainer in 22 verschiedenen Sparten.
Der Verein bietet Vielfältiges: Integrationsprojekte, Internationale Begegnungen, Jugendfahrten, Schwimmkurse für Kinder, Psychomotorisches Turnen, Sport AGs in Schulen und Kronshagener Kitas, Sportabzeichenabnahme, Projekte im Rat für Kriminalitätsverhütung, Spielenachmittage und Tobe-Turnen für Kinder, sowie gesellige Veranstaltungen wie das Osterfeuer oder Stiftungsfest im Bürgerhaus.
Die sportlichen Aushängeschilder waren Susanne Wenzel (Tischtennis, 2× Deutscher Mannschaftsmeister 1979, 1982, Pokalsieger 1980, Nationalspielerin), Heike Henkel (Redetzky)(Leichtathletik Hochsprung, mehrmalige deutsche Jugendmeisterin des TSV Kronshagen und spätere Olympiasiegerin 1992), Steffen Uliczka (Leichtathletik, 3000 m Hindernis, Olympiateilnehmer 2012), Dominic Ressel (Judo, DM 2016).

## Tischtennis
1975 schlossen sich die Vereine Holstein Kiel und TSV Kronshagen zur Spielgemeinschaft TTSG 75 Kiel zusammen.

### Damen
In der folgenden Saison 1975/76 gelang der Damenmannschaft der Aufstieg in die Oberliga Nord. Hier trat sie unter dem Namen Holstein Kiel auf, weil Spielgemeinschaften auf überregionaler Ebene unzulässig waren. Mit der Betreuerin Annegret Steffien und den Trainern Dal Jon Lee, Wulf Danker und Gunter Schmidt gelang dem Team He Ja Lee, Karen Senior, Sabine Wenzel, Susanne Wenzel und Margit Freiberg der Durchmarsch in die Bundesliga. Hier spielten sie unter dem Namen TSV Kronshagen. Nach einem dritten Platz in der Saison 1977/78 wurde das Team 1979 Deutscher Meister in der Besetzung Jill Hammersley, Karen Senior, Susanne Wenzel, Sabine Wenzel und Margit Freiberg. 1980 wurde es Deutscher Pokalsieger. In den folgenden Jahren landete Kronshagen auf den Plätzen zwei, drei und wieder zwei. 1982/83 gelang der Gewinn des zweiten Titels mit Susanne Wenzel, Barbara Lippens, Andrea Gutknecht, Sabine Wenzel und Kirsten Rathje.
Im Folgejahr zog der Verein die Mannschaft trotz Platz drei in die Zweite Bundesliga zurück. Hier spielte sie noch vier Jahre lang und erreichte Platzierungen zwischen 6 und 10.
1981 gelang der zweiten Mannschaft Kronshagen II der Aufstieg in die Zweite Bundesliga, wo sie sich zwei Jahre lang halten konnte.

### Herren
Die Herrenmannschaft erreichte 1981/82 die Aufstiegsspiele zur Ersten Bundesliga, der Aufstieg gelang dabei nicht. Daraufhin verließen mehrere Leistungsträger den Verein, der das Team deshalb in die Verbandsliga zurückzog.

### Heute
Heute treten die Tischtennismannschaften als Hobbysportler in den unteren Klassen auf.

## Leichtathletik
Der TSV Kronshagen war der Stammverein von Heike Redetzky, die 1980 ihren ersten deutschen Jugendmeistertitel im Hochsprung gewann. Von 1981 bis 1983 traten die Leichtathleten in einer Leichtathletik-Gemeinschaft mit den Sportlern von Gut-Heil Neumünster an, Redetzky gewann 1981 ihren zweiten Jugendtitel und siegte 1982 bei den deutschen Juniorenmeisterschaften. 1984 und 1985 gewann sie den deutschen Meistertitel bei den Erwachsenen und belegte den elften Platz bei den Olympischen Spielen 1984. Nach der Saison 1985 wechselte sie zur LG Bayer Leverkusen.
2010 kam der Hindernisläufer Steffen Uliczka vom TSV Preetz zum TSV Kronshagen, der in der Leichtathletik nun in einer Startgemeinschaft mit dem Kieler TB antritt. Uliczka siegte 2010 bei den deutschen Meisterschaften im Hindernislauf und wurde 2011 deutscher Meister im Crosslauf auf der Langstrecke. Bei den Europameisterschaften 2010 belegte Uliczka den sechsten Platz.
Maya Rehberg nahm 2016 an den Olympischen Spielen in Rio teil.

## Volleyball
Die Volleyballsparte des TSV Kronshagen gehört zu den Gründungsmitgliedern des Schleswig-Holsteinischen Volleyball-Verbandes und nimmt seit Ende der 70er Jahre am Punktspielbetrieb des Verbandes teil. Aktuell setzt sich die Sparte aus den Bereichen Männer, Frauen und Jugend zusammen.

### Männer
Die erste Männer-Mannschaft des TSVK stieg 2005 in die Regionalliga Nord auf und konnte sich immer in der oberen Tabellenhälfte platzieren. 2009 führten die FT Adler Kiel und der TSV Kronshagen den Leistungsbereich der Männer in einem gemeinsamen Projekt als Volleyball Team Kiel zusammen. Die Mannschaft spielte dort unter dem Namen VTK2 weiterhin in der Regionalliga Nord. Durch die enge Verzahnung zwischen der Zweitliga- und der Regionalliga-Mannschaft zeichnete VTK1-Trainer Thomas Kröger gemeinsam mit Felix Renhof auch für VTK2 verantwortlich. Die seit diesem Zusammenschluss erste Männer-Mannschaft des Stammvereins spielt seit 2009 in der Bezirksliga Nord des SHVV mit.

### Frauen
Nachdem sich 2004 der Frauenvolleyball-Bereich in Kronshagen durch Abwanderung nahezu aufgelöst hatte, wurde unter der Feder von Heiko Mülmenstädt ein Neuaufbau eingeleitet. Die 1. Frauen spielen nach einem Durchmarsch von der Kreisliga bis in die höchste Spielklasse Schleswig-Holsteins nun in der Verbandsliga mit. Die 2. Frauen-Mannschaft spielt in der Bezirksklasse Nord, die 3. Frauen in der Kreisliga.

### Jugend
Der Jugendbereich teilt sich auf in die weibliche U16-20 sowie U14. Das U16-20 Team nimmt an der Jugend-Runde des Verbandes teil und stellt gleichzeitig einen Teil des Kaders der Kreisliga-Mannschaft.

## Fußball
Die Fußballer können auf zwei Rasenplätzen, einer davon mit Laufbahn, und einem Kunstrasenplatz am Suchsdorfer Weg trainieren. Der frühere Grandplatz und der frühere Hauptplatz am Eichkoppelweg wurden aufgegeben.
In der Saison 2015/16 gab die Sparte zusammen mit coop ein Stickeralbum heraus, in dem Spieler und Trainer aller Mannschaften vertreten waren.
Die Schiedsrichter-Gruppe ist eine der größten im Verbandsgebiet.

### Herren
Die 1. Mannschaft ("Liga") spielte mehrere Jahre in der Verbandsliga Nord-Ost, nach Aufstiegen 2019 und 2020 nun erstmals in der Oberliga Schleswig-Holstein.
Der 2. Mannschaft gelang 2016 nach dem Abstieg 2015 der direkte Wiederaufstieg in die Kreisliga Kiel.
Die 3. Mannschaft wurde im Sommer 2015 vom Spielbetrieb abgemeldet und spielte zuletzt in der Kreisklasse C.
Ebenfalls existiert eine Mannschaft "Alte Herren", die 2016 den Kreispokal Rendsburg-Eckernförde gewinnen konnte.

### Jugend
Die Jugendabteilung gehört zu den größten und aktuell erfolgreichsten im Gebiet des Kreisfußballverbands Kiel. Jugendobmann ist seit vielen Jahren der im regionalen Fußball überall bekannte Gerd „Kutschi“ Kutscher.
Die A-Jugend spielt seit mehreren Jahren in der A-Jugend-Schleswig-Holstein-Liga.
Die zwei B-Jugenden spielen in der Oberliga und der Landesliga Schleswig. In der Saison 2019/20 spielte die B1 sogar in der Regionalliga.
Die C1-Junioren stiegen 2014 in die SH-Liga auf, die C2-Junioren spielen nach wie vor in der Kreisliga. Co-Trainer der C1-Mannschaft ist der frühere Profi Dmitrijus Guščinas.
Die C1-Junioren gewannen 2015 das Kreispokalfinale gegen die Mannschaft von Holstein Kiel mit 2:0 und qualifizierten sich so für den Landespokal, dessen Finale sie 2016 erreichten.
Die drei D-Jugenden spielen in der Verbandsliga, Kreisliga und Kreisklasse. Weiterhin existieren zahlreiche E-, F- und G-Jugenden, deren Anzahl jahrgangsweise wechselt.

## Handball
Die männliche Sparte tritt unter dem Namen „Crowntown Handball“ auf, die weibliche in der HSG Holstein/Kronshagen mit dem Spitznamen „Die Krabben“.

### Männlich
Die 1. Herren spielt seit der Saison 2019/20 in der Oberliga Hamburg - Schleswig-Holstein (OL-HH/SH). 2003 gelang die Meisterschaft in der Schleswig-Holstein Liga, danach ging es zwischenzeitlich hinunter in die Landesliga Mitte. Die 2. Herren spielen in der Landesliga (Staffel Nord).
Die A-Jugend spielt in der Oberliga Hamburg-Schleswig-Holstein, bis zur Einführung der Jugendbundesliga zur Saison 2011/12 in der höchsten Spielklasse, der Regionalliga. Häufig war man der beste Kieler Verein, auch vor dem THW Kiel, weswegen zahlreiche Talente beim TSVK spielten wie z. B. Mathis Wegner, der zwischenzeitlich bei den Herren des TSV Altenholz in der 2. Handball-Bundesliga und 3. Liga spielte.
2016 existieren eine B-Jugend in der erstklassigen Oberliga, zwei C-Jugenden in der erstklassigen Schleswig-Holstein-Liga und der Kreisoberliga Förde und fünf weitere Jugendmannschaften.
Seit 2013 wird das C-Jugend-Einladungsturnier "Ingo-Hellmund-Cup" veranstaltet zur Erinnerung an den 2012 verstorbenen langjährigen Vereinssportlehrer.

### Weiblich
1998 schlossen sich die weiblichem Mannschaften des TSV Kronshagen und der KSV Holstein zur HSG Holstein/Kronshagen zusammen. Die 1. Mannschaft spielte in den folgenden 5 Jahren in der drittklassigen Regionalliga Nordost, stieg 2005 in die Oberliga ab und spielt seit 2010 in der neu gegründeten Oberliga Hamburg-Schleswig-Holstein. Daneben gibt es drei weitere Frauenteams und 8 Jugendteams von den Minis bis zur U19.

## Turnen
Die Turnsparte gehört zu den erfolgreichsten des Landes.

## Judo
Dem Team Lübecker Löwen gelang es als erstem Verein aus Schleswig-Holstein in die deutsche Bundesliga aufzusteigen.